# Кристина Пелакова
Кристина Пелакова (слч. Kristína Peláková; Свидњик, 20. август 1987), позната и само као Кристина (Kristina), словачка је музичарка. Била је представница Словачке на Песми Евровизије 2010, са песмом Horehronie. Још одмалена је почела да пева, свира клавир и плеше. Студирала је на Кошицком конзерваторију. Након упознавања с продуцентом Мартином Кавуличом и издавачком кућом H.o.M.E. production, је почела певати. Њен први сингл је објављен у пролеће, 2007. Године 2008. је певала песму Vráť mi tie hviezdy, која ју је прославила у Словачкој. 11. новембра 2008, је објавила албум песама … ešte váham.